# Edward Isaac Golladay

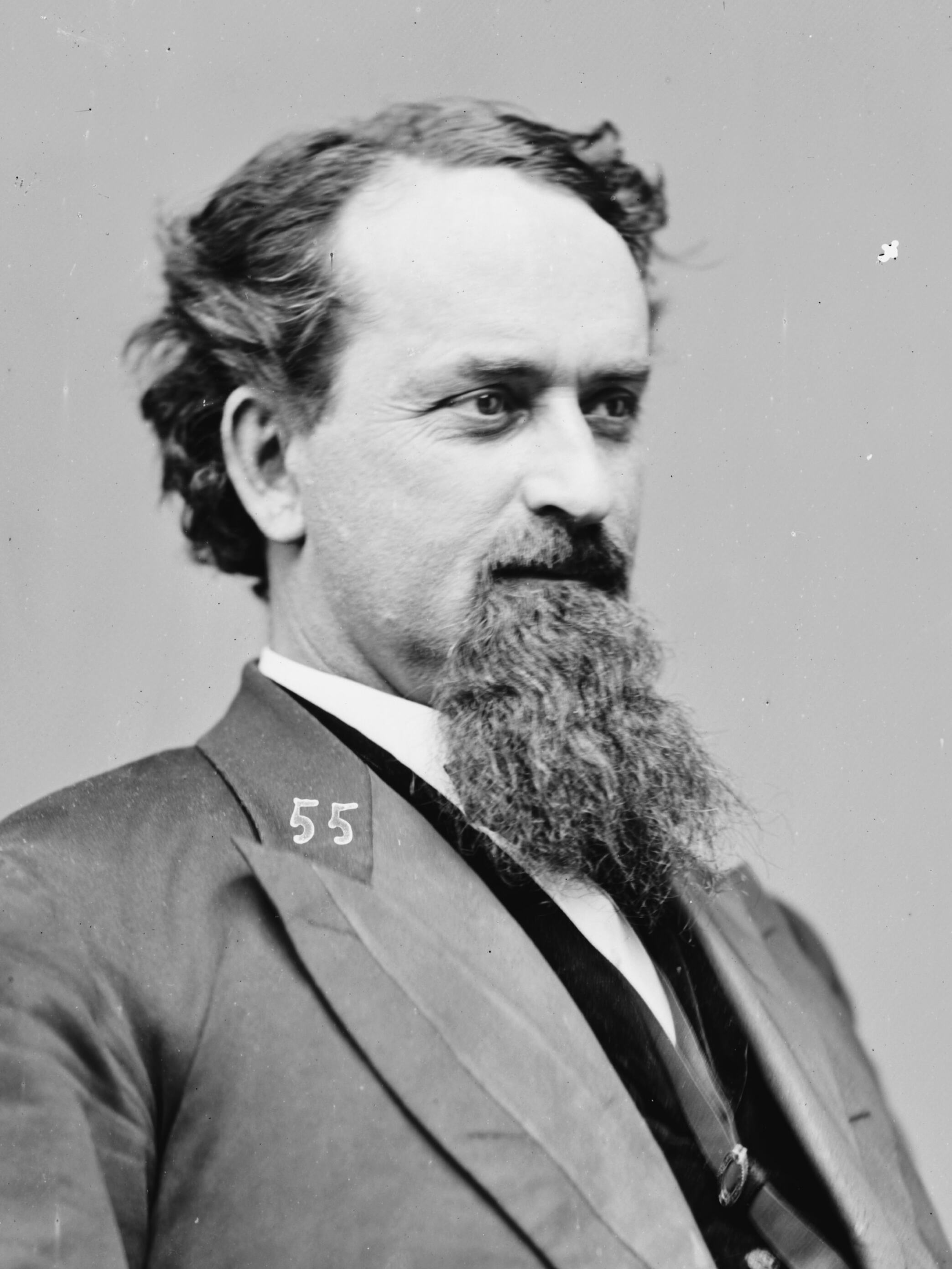
Edward Isaac Golladay

Edward Isaac Golladay (* 9. September 1830 in Lebanon, Tennessee; † 11. Juli 1897 in Columbia, South Carolina) war ein US-amerikanischer Politiker. Zwischen 1871 und 1873 vertrat er den Bundesstaat Tennessee im US-Repräsentantenhaus.

## Werdegang
Edward Golladay war der jüngere Bruder von Jacob Golladay (1819–1887), der zwischen 1867 und 1870 für den Staat Kentucky im Kongress saß. Er besuchte die öffentlichen Schulen seiner Heimat und studierte danach bis 1848 an der Cumberland University Literatur. Nach einem anschließenden Jurastudium an dieser Universität und seiner im Jahr 1849 erfolgten Zulassung als Rechtsanwalt begann er in Lebanon in seinem neuen Beruf zu arbeiten. Gleichzeitig schlug er eine politische Laufbahn ein. In den Jahren 1857 und 1858 war er Abgeordneter im Repräsentantenhaus von Tennessee. Bei den Präsidentschaftswahlen des Jahres 1860 fungierte er als Wahlmann für John Bell, den Kandidaten der Constitutional Union Party. Während des Bürgerkrieges war Golladay Oberst im Heer der Konföderation.
Bei den Kongresswahlen des Jahres 1870 wurde Golladay als Kandidat der Demokratischen Partei im fünften Wahlbezirk von Tennessee in das US-Repräsentantenhaus in Washington, D.C. gewählt, wo er am 4. März 1871 die Nachfolge von William Farrand Prosser antrat. Da er bei den Wahlen des Jahres 1872 dem Republikaner Horace Harrison unterlag, konnte er bis zum 3. März 1873 nur eine Legislaturperiode im Kongress absolvieren. Nach seinem Ausscheiden aus dem US-Repräsentantenhaus praktizierte Golladay als Anwalt in Lebanon und Nashville. Er starb am 11. Juli 1897 während eines Besuchs bei seiner Tochter in South Carolina. Anschließend wurde er in Lebanon beigesetzt.